# Mont Bazman
Le mont Bazman est un stratovolcan endormi situé au sud du Massif central iranien.
Son altitude est de 3 490 m et sa proéminence de 2 400 m. Son cratère mesure 500 m de diamètre et émet des fumeroles.
Il fait partie d'une zone protégée.